# Børge Halvgaard
Børge Halvgaard (ur. 14 września 1921 w Årslev, zm. 5 lutego 2007) – duński polityk i nauczyciel, deputowany Folketingetu i poseł do Parlamentu Europejskiego.

## Życiorys
Syn Hansa Hansena Halvgaarda Dagmar Marie Enevoldsen. W 1946 ukończył seminarium nauczycielskie w Silkeborg. Pracował jako nauczyciel w szkołach podstawowych i handlowych w Odense i Kolind, był dyrektorem jednej z nich. Zajmował się także prowadzeniem gospodarstwa rolnego.
Działał w Partii Postępu. Zasiadał w radzie gminy Midtdjurs. W latach 1973–1984 poseł do Folketingetu, zasiadał też w zgromadzeniu parlamentarnym Rady Nordyckiej. Od sierpnia 1978 do lutego 1979 oddelegowany do Parlamentu Europejskiego, pozostawał deputowanym niezrzeszonym.